# یادبود ملی ناواهو

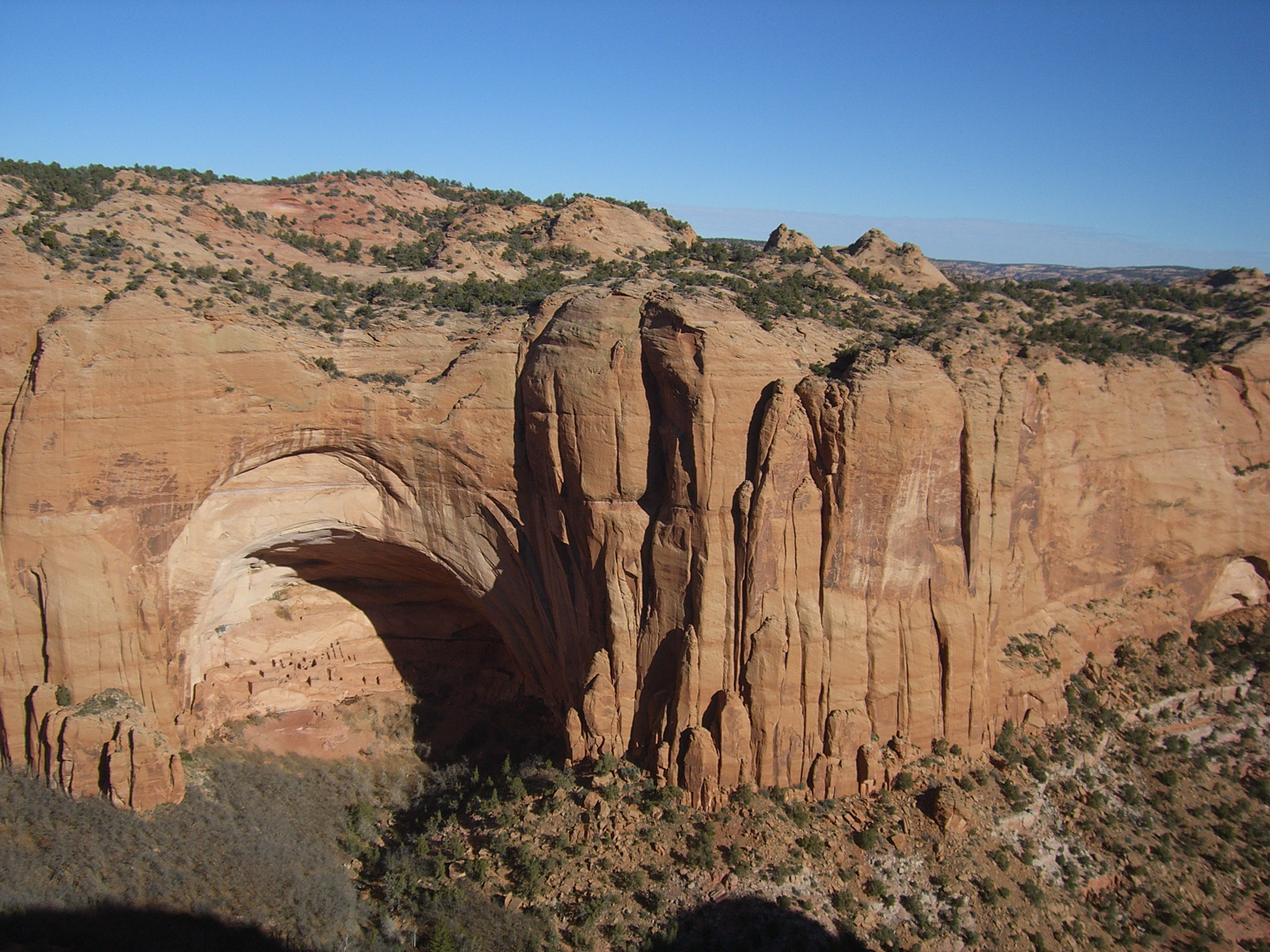

یادبود ملی ناواهو (به انگلیسی: Navajo National Monument) یک پارک ملی در ایالت آریزونا در آمریکا است.
این پارک حاوی بقایای سرخ‌پوستان قبیله ناواهو است که در گذشته در این ناحیه می‌زیسته‌اند.